# Нванкво Кану
Нванкво Кристиан Нвосу Кану (на английски: Nwankwo Christian Nwosu Kanu или накратко Кану) е бивш нигерийски футболист, роден на 1 август 1976 г. в Овери, Нигерия. От 2006 г. до 2012 г. играе за Портсмут, като също така е и бивш играч на Нигерийския национален отбор по футбол. Има брат Кристофър, който също е футболист.

## Кариера
Само на 17 години, Кану подписва с Аякс Амстердам за сума от 207 047 евро. Кану не играе много за Аякс — в 54 мача вкарва 25 попадения. През 1996 година преминава в италианския Интер за 4.7 млн. В същата година е избран за футболист на годината в Африка и става капитан на Нигерия. След това лекарите му откриват проблеми със сърцето. Таранът е опериран и е извън игра до април 1997 година. След това дълго отсъствие от терените, Кану остава резерва и след само 12 мача е продаден на Арсенал за 4.2 млн. паунда. Конкуренцията в топчиите по това време е убийствена — Денис Бергкамп, Тиери Анри и младия тогава Никола Анелка. Все пак, Кану започва да намира място в стартовите 11. През първия си сезон вкарва 17 гола във всички турнири. В следващия сезон, Кану остава по-често резерва, тъй като е предпочетен Тиери Анри. През 2002 г. става шампион на Англия. 2 сезона по-късно преминава в Уест Бромич със свободен трансфер. Вкарва едва 7 гола в 53 мача. През 2006 г. играе на прощалния мач на Бергкамп, като вкарва 1 гол. Същата година Нванкво подписва с Портсмут. За „Помпи“ има 17 гола в 109 мача. Той е и посланик на УНИЦЕФ.